# Pipovití
Pipovití (Pipidae) je čeleď žab, která je rozšířena ve střední a jižní Africe (rody
Hymenochirusa, a Silurana) a na severu Jižní Ameriky (rod Pipa).

## Charakteristika
Tyto žáby jsou výlučně vodní. Jejich celková délka se pohybuje od 4 do 19 cm. Nemají
hlasivky a jazyk (jsou němé), ale zato mají dobře přizpůsobené uši pro tvorbu a přijímání zvuků pod vodou. Mezi prsty na nohou mají blány.

## Evoluce
První známí zástupci pipomorfů se objevují již v období rané křídy (asi před 120 miliony let) a jsou známí například podle fosilních objevů z území Brazílie. Podobné objevy byly učiněny také na severu Afriky.

## Synonyma
Synonyma
- Astrodactylidae Hogg, 1838
- Dactylethridae Hogg, 1838
- Hymenochiridae Bolkay, 1919
- Piprina Gray, 1825
- Siluraninae Cannatella & Trueb, 1988
- Xenopoda Fitzinger, 1843

## Taxonomie
podřád Mesobatrachia
- čeleď Pipidae (Gray, 1825) - Pipovití
  - podčeleď Dactylethrinae (Hogg, 1839)
    - rod Hymenochirus (Boulenger, 1896) - Drápatečka
      - druh Hymenochirus boettgeri (Tornier, 1896)
      - druh Hymenochirus boulengeri (Witte, 1930)
      - druh Hymenochirus curtipes (Noble, 1924) - Drápatečka malá
      - druh Hymenochirus feae (Boulenger, 1906)

    - rod Pseudhymenochirus (Chabanaud, 1920)
      - druh Pseudhymenochirus merlini (Chabanaud, 1920)

    - rod Silurana (Gray, 1864)
      - druh Silurana epitropicalis (Fischberg, Colombelli, and Picard, 1982)
      - druh Silurana tropicalis (Gray, 1864)

    - rod Xenopus (Wagler, 1827) - Drápatka
      - druh Xenopus amieti (Kobel, du Pasquier, Fischberg, and Gloor, 1980)
      - druh Xenopus andrei (Loumont, 1983)
      - druh Xenopus borealis (Parker, 1936)
      - druh Xenopus boumbaensis (Loumont, 1983)
      - druh Xenopus clivii (Peracca, 1898)
      - druh Xenopus fraseri (Boulenger, 1905)
      - druh Xenopus gilli (Rose and Hewitt, 1927) - Drápatka kapská
      - druh Xenopus itombwensis (Evans, Carter, Tobias, Kelley, Hanner, and Tinsley, 2008)
      - druh Xenopus laevis (Daudin, 1802) - Drápatka vodní
      - druh Xenopus largeni (Tinsley, 1995)
      - druh Xenopus longipes (Loumont and Kobel, 1991)
      - druh Xenopus muelleri (Peters, 1844) - Drápatka Muellerova
      - druh Xenopus petersii (Bocage, 1895)
      - druh Xenopus pygmaeus (Loumont, 1986)
      - druh Xenopus ruwenzoriensis (Tymowska and Fischberg, 1973)
      - druh Xenopus tropicalis
      - druh Xenopus vestitus (Laurent, 1972)
      - druh Xenopus victorianus (Ahl, 1924)
      - druh Xenopus wittei (Tinsley, Kobel, and Fischberg, 1979)

  - podčeleď Pipinae (Gray, 1825)
    - rod Pipa (Laurenti, 1768) - Pipa
      - druh Pipa arrabali (Izecksohn, 1976)
      - druh Pipa aspera (Müller, 1924 )
      - druh Pipa carvalhoi (Miranda-Ribeiro, 1937) - Pipa Carvalhoova
      - druh Pipa myersi (Trueb, 1984)
      - druh Pipa parva (Ruthven and Gaige, 1923)
      - druh Pipa pipa (Linnaeus, 1758) - Pipa americká
      - druh Pipa snethlageae (Müller, 1914)